# Francesco Messina
Francesco Messina (Linguaglossa, 15 dicembre 1900 – Milano, 13 settembre 1995) è stato uno scultore italiano.

## Biografia
Francesco Messina nasce a Linguaglossa in provincia di Catania dal muratore Angelo e da Ignazia Cristaldi. Nell'intento di emigrare in America, agli inizi dell'anno seguente i genitori si imbarcarono alla volta di Genova, ma furono costretti a stabilirsi nella città ligure, dove, dal 1907 al 1909, il M. frequentò le scuole elementari e cominciò a lavorare come garzone marmista nel laboratorio Rigacci e Callegari. Da principio fu influenzato dalle sue origini siciliane che si ripercuoteranno in tutta la sua attività artistica futura ispirata alla statuaria classica. A Genova ha studiato e vissuto fino all'età di trentadue anni, (Accademia ligustica di belle arti) si trasferì da qui a Milano.
È considerato dalla critica tra i più grandi scultori figurativi del Novecento italiano, insieme a Giacomo Manzù, Arturo Martini, Marino Marini, Felice Mina. 
È l'autore di alcuni dei maggiori monumenti del Novecento italiano: Santa Caterina da Siena (1961/2), collocata sul lungotevere di Castel Sant'Angelo (che raffigura la cantante ed attrice Maria Sole, utilizzata da Messina come modella); la Via Crucis di San Giovanni Rotondo; il Cavallo morente della RAI; il Monumento a Pio XII nella Basilica di S. Pietro. Le sue opere figurano nei più prestigiosi musei del mondo: Berna, Zurigo, Göteborg, Oslo, Monaco di Baviera, Parigi, Barcellona, Berlino, San Paolo del Brasile, Buenos Aires, Venezia, Mosca, San Pietroburgo, Vienna, Washington, Tokyo.
Dal 1922 iniziò ad esporre regolarmente le sue opere alla Biennale Internazionale d'Arte di Venezia e tra il 1926 e il 1929 partecipò alle esposizioni del gruppo artistico Il Novecento Italiano a Milano. Nel 1932 si trasferisce a Milano, dove ottiene dopo un concorso nazionale, nel 1934 la cattedra di scultura presso l'Accademia Brera di cui divenne, dopo soli due anni, il direttore.

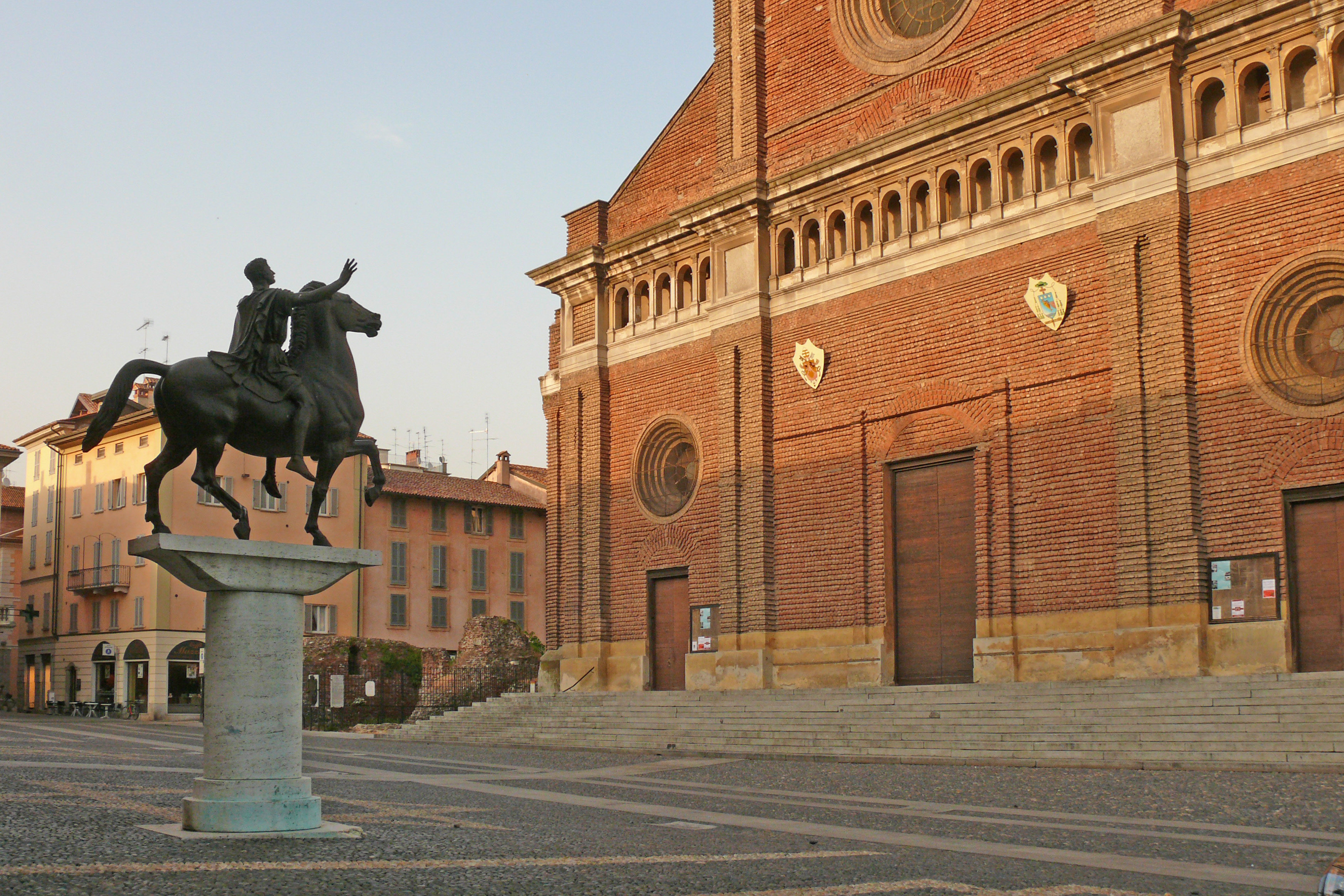
Il nuovo Regisole (1937)
Pavia, piazza del Duomo

In quegli anni scrive di lui Carlo Carrà: la scultura di Francesco Messina si caratterizza per un fare semplice e grandioso e per procedimento idealistico e classico, in grado di dar vita a forme che restano come immagini ideali. (Carlo Carrà, Francesco Messina scultore, Galleria Milano, marzo 1929).
Negli anni trenta partecipa a molte importanti mostre collettive d'arte italiana a Barcellona, Berlino, Berna, Göteborg, Monaco di Baviera, Oslo, Parigi, San Paolo del Brasile, Zurigo.
Nel 1934 esegue Giobbe, scultura in bronzo, conservato nel Museo del Duomo a Ravello.
Nel 1935 esegue il grande monumento a Cristoforo Colombo nella città di Chiavari.
Nel 1936 è nominato direttore dell'Accademia di Brera, carica che manterrà fino al 1944.
Nel 1937 esegue per la città di Pavia il monumento equestre, detto del Regisole, a ricordo di un altro monumento romano dedicato all'imperatore Antonino Pio e distrutto dai soldati francesi nel 1796. Nello stesso anno realizza il Ritratto di Salvatore Quasimodo, busto in bronzo.
Nel 1938 Giorgio de Chirico a Roma e Salvatore Quasimodo a Torino presentano due sue mostre personali. Scolpisce il gruppo monumentale in marmo di San Carlo recante il perdono ai deputati ospitalieri per l'Ospedale Maggiore di Niguarda a Milano. Realizza, ancora per la città di Pavia, la gigantesca statua della Minerva.
Nel 1942 vince il Premio di Scultura alla XXIII Biennale Internazionale d'arte di Venezia, dove tiene una mostra personale con quindici sculture e diciassette disegni.
Nel 1943 è nominato Accademico d'Italia.
Caduto il regime fascista è temporaneamente allontanato dall'Accademia di Brera, per il solo fatto di esserne stato direttore nel periodo fascista, riottenendo però, già nel 1947, la cattedra di scultura.
Sempre nel 1947 partecipa all'esposizione di scultura e grafica a Buenos Aires nella Galleria Muller riscuotendo notevole successo. Nel 1949 espone alla 3rd Sculpture International di Filadelfia assieme a Marino Marini e Picasso.
Nel 1956 partecipa con una mostra personale alla XXVIII Biennale di Venezia.
Nel 1963 esegue il grande monumento a Pio XII per la Basilica di San Pietro in Roma e il busto di Pietro Mascagni per il Teatro alla Scala. Nello stesso anno a Firenze gli viene conferito il Premio Michelangelo per la scultura.
Nel 1966 esegue su commissione il Cavallo morente per la Rai, che diverrà il simbolo dell'azienda pubblica radiotelevisiva e che è esposta all'ingresso della sede principale a Roma.
A fine anno risponde all'accorato appello di Carlo Ludovico Ragghianti che chiede un'opera in dono a moltissimi artisti a sostegno della città di Firenze, gravemente ferita dall'alluvione del 4 novembre. Messina generosamente invia la scultura Stallone del 1958, dal 2014 esposta al Museo Novecento di Firenze.

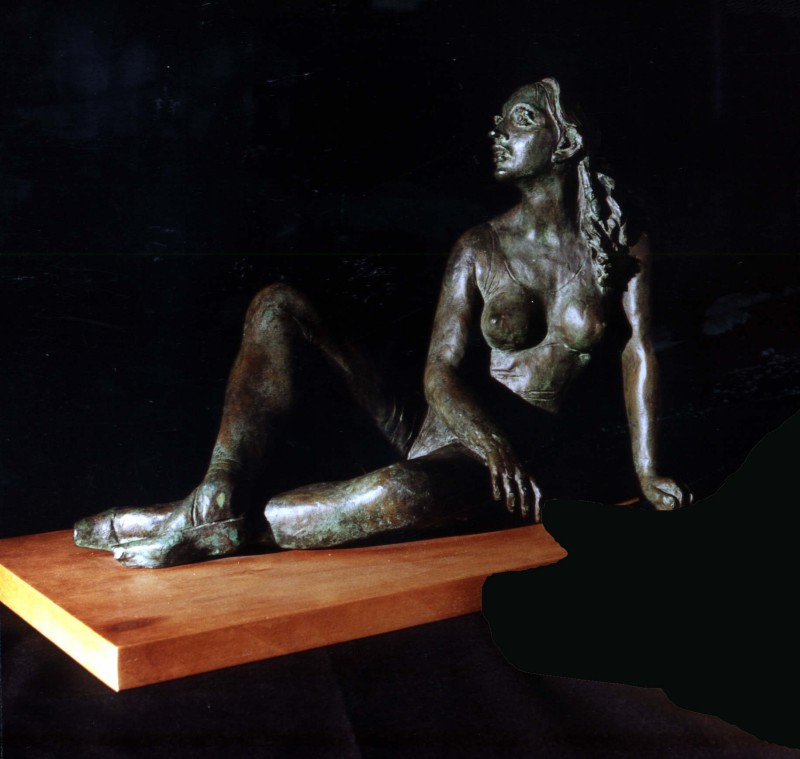
Romantica, 1973 ca.
Milano, Fondazione Cariplo

Nel 1968 esegue il monumento a Pio XI per il Duomo di Milano.
Nei primi anni settanta gli viene assegnata la Sala Borgia della Galleria vaticana Paolo VI, dedicata all'arte sacra contemporanea, come sede di un'esposizione permanente di venti opere di soggetto sacro.
Nel 1974 viene aperto a Milano il Civico museo-studio Francesco Messina nell'antica chiesa sconsacrata di San Sisto al Carrobbio. In quello che sarà fino alla sua morte lo studio ufficiale dell'artista, espone permanentemente circa ottanta sculture (gessi, terrecotte policrome, bronzi, cere) e una trentina di opere grafiche (litografie, pastelli, acquarelli, disegni a matita) donate al Comune di Milano.
Nel 1978 partecipa a due grandi mostre in Unione Sovietica presso il Museo Puskin di Mosca e l'Ermitage di Leningrado che poi aprirono delle sale dedicate grazie alla donazione di circa 40 opere di scultura e altrettante di grafica.
Nel 1981 nell'ex chiesa di San Francesco a Pordenone si tiene una mostra di disegni inediti e contemporaneamente una mostra scultorea presso il Palazzo Ragazzoni-Flangini-Bili di Sacile.
Tra il 1984 ed il 1986 vengono esposte le sue sculture al Theseus Tempel di Vienna, allo Hirshhorn Museum di Washington ed alla Gallery Universe di Tokyo.
Fino alla sua morte, avvenuta nel 1995 a Milano, continua il suo lavoro di scultore e pittore e, assistito dalla figlia Paola, corregge e completa le numerose biografie a lui dedicate e pubblicate in tutto il mondo.

## I monumentali cavalli di bronzo
Il monumento equestre del Regisole, a Pavia, del 1937 è il primo bronzo monumentale.
Tra le opere più celebri dello scultore siciliano è il Cavallo morente, oggi esposto all'ingresso della sede principale della Rai, in viale Mazzini 14 a Roma.
L'opera in bronzo misura 4,60 metri di altezza e 5,50 di lunghezza, pesa 25 quintali (compresa la base). L'opera fu commissionata all'artista nel 1964 dall'allora direttore generale Bernardi e fu condotto a termine in due anni. Il 5 novembre 1966 fu collocata nell'attuale sede. La scultura è stata restaurata dall'Istituto Centrale per il Restauro del Ministero dei beni e delle attività culturali e del turismo. Il lavoro è durato 6 mesi ed ha visto impegnati due restauratori e quattro allievi restauratori. A distanza di oltre quarant'anni dall'installazione dell'opera, il cavallo di bronzo della Rai resta il principale e più popolare simbolo dell'azienda radiotelevisiva pubblica.
Meno noto al grande pubblico è il gruppo bronzeo dei quattro grandi cavalli, delle dimensioni pari a quelle naturali. I quattro modelli in gesso erano stati realizzati nel 1941 per il progetto di una maestosa quadriga in bronzo, destinata al prospetto del Palazzo dei Congressi, nel quartiere EUR di Roma. L'opera finita prevedeva dimensioni doppie rispetto alla grandezza naturale (altezza 4,50 metri, larghezza 6,30), ma non venne mai realizzata a causa della guerra intervenuta nel frattempo. 
I modelli in gesso, rimasti nella disponibilità di Francesco Messina, furono successivamente acquistati e fusi in bronzo a spese di Giovanni Leone, amico dello scultore; dopo la fusione i quattro modelli in gesso furono poi distrutti alla presenza dell'artista stesso in modo da renderle la realizzazione un'opera unica. Dal 1971 il gruppo in bronzo è esposto nella proprietà privata di Giovanni Leone alle porte di Formello. I quattro cavalli misurano circa 2,16 metri di altezza alla testa, 2,66 metri di lunghezza e 96 centimetri di larghezza e sono posti uno accanto all'altro dove due cavalli guardano verso la propria destra e due verso sinistra.  L'opera in bronzo è citata dallo scrittore Piero Chiara nel suo libro Una storia italiana: il caso Leone, edito da Sperling & Kupfer nel 1985. I cavalli sono stati esposti anche all'Expo 2015, lungo il Decumano.

## Opere principali

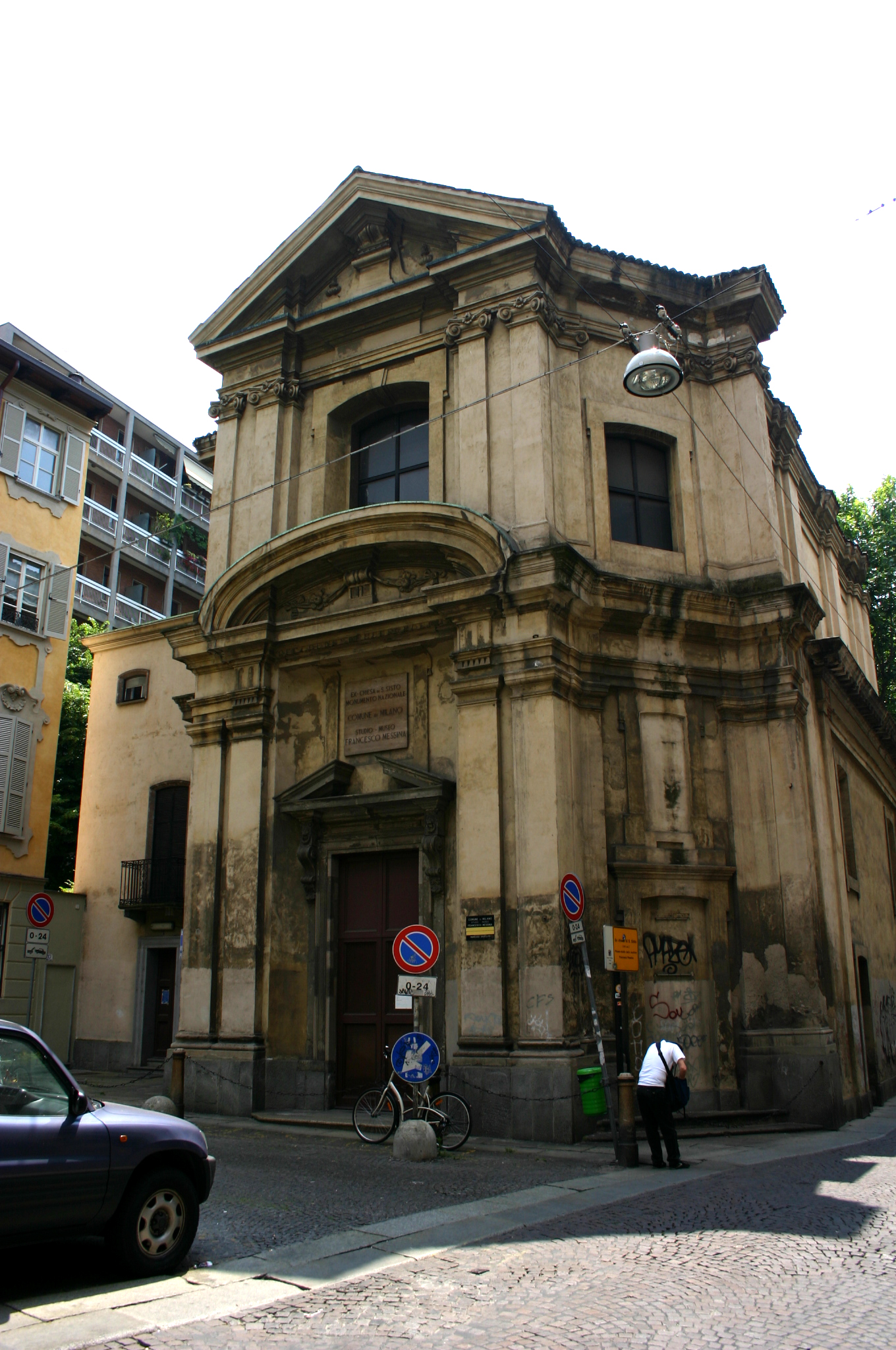
Museo - studio Messina
ex Chiesa di San Sisto, Milano

- Pugilatore a Torino, Galleria civica d'arte moderna e contemporanea (1929)
- Nuotatore sulla spiaggia a Roma, Galleria nazionale d'arte moderna (1930)
- Giobbe, Ravello, Raccolta d'Arte Contemporanea, (1934)
- Monumento a Cristoforo Colombo a Chiavari (1935)
- Monumento equestre Regisole (o Raggiasole) a Pavia (1937), in memoria del monumento romano dell'Imperatore Antonino Pio distrutto nel 1796
- San Carlo e i Deputati, Milano, Grande Ospedale Metropolitano Niguarda (1938)
- Monumento Minerva armata a Pavia, città universitaria (1938)
- Statua di Costanzo Ciano a La Spezia, Museo tecnico navale (1940)
- Narciso, Wolfsoniana – Palazzo Ducale di Genova (1945)
- I quattro cavalli di bronzo, Formello (Le Rughe) 1971, collezione Leone
- Statue del Cimitero Monumentale di Milano, della basilica di Sant'Eugenio di Roma, e della Cittadella Cristiana di Assisi (1950-1960)
- Crocifisso della tomba dei coniugi Dott. Achille Aliprandi e Maddalena Pirelli al Cimitero Monumentale di Milano (1955)[7]
- Busto di Giacomo Puccini, Teatro alla Scala di Milano (1958)
- Beatrice a Dallas, South Methodist University (1959)
- Beatrice, Hans Sedlmayr New York, Collezione privata Milano (1959)
- Monumento marmoreo a Santa Caterina da Siena, collocato a Castel Sant'Angelo in Roma (1961-1962)
- Monumento a Pio XII, Basilica di San Pietro, Città del Vaticano (1963)
- Busto di Pietro Mascagni, Teatro della Scala di Milano (1963)
- Cavallo morente, Palazzo della Direzione generale Rai a Roma (1966)
- Monumento a Pio XI, Duomo di Milano (1968)
- Monumentale Via Crucis con Madonna con Bambino in marmo di Carrara e Statua della Resurrezione di Cristo di sei metri di altezza, San Giovanni Rotondo (1968-1980)
- Ritratto di Ranieri III, principe di Monaco (1974)
- Stallone ferito a Catania, piazza Galatea
- Romantica a Catania, in piazza Europa
- Il mattino della Resurrezione, o Maddalena davanti al sepolcro, a Dovadola, presso Forlì, nel Museo dedicato a Benedetta Bianchi Porro
- Ragazza seduta su un chiostro, penna feltro su carta, Museo Fortunato Calleri di Catania

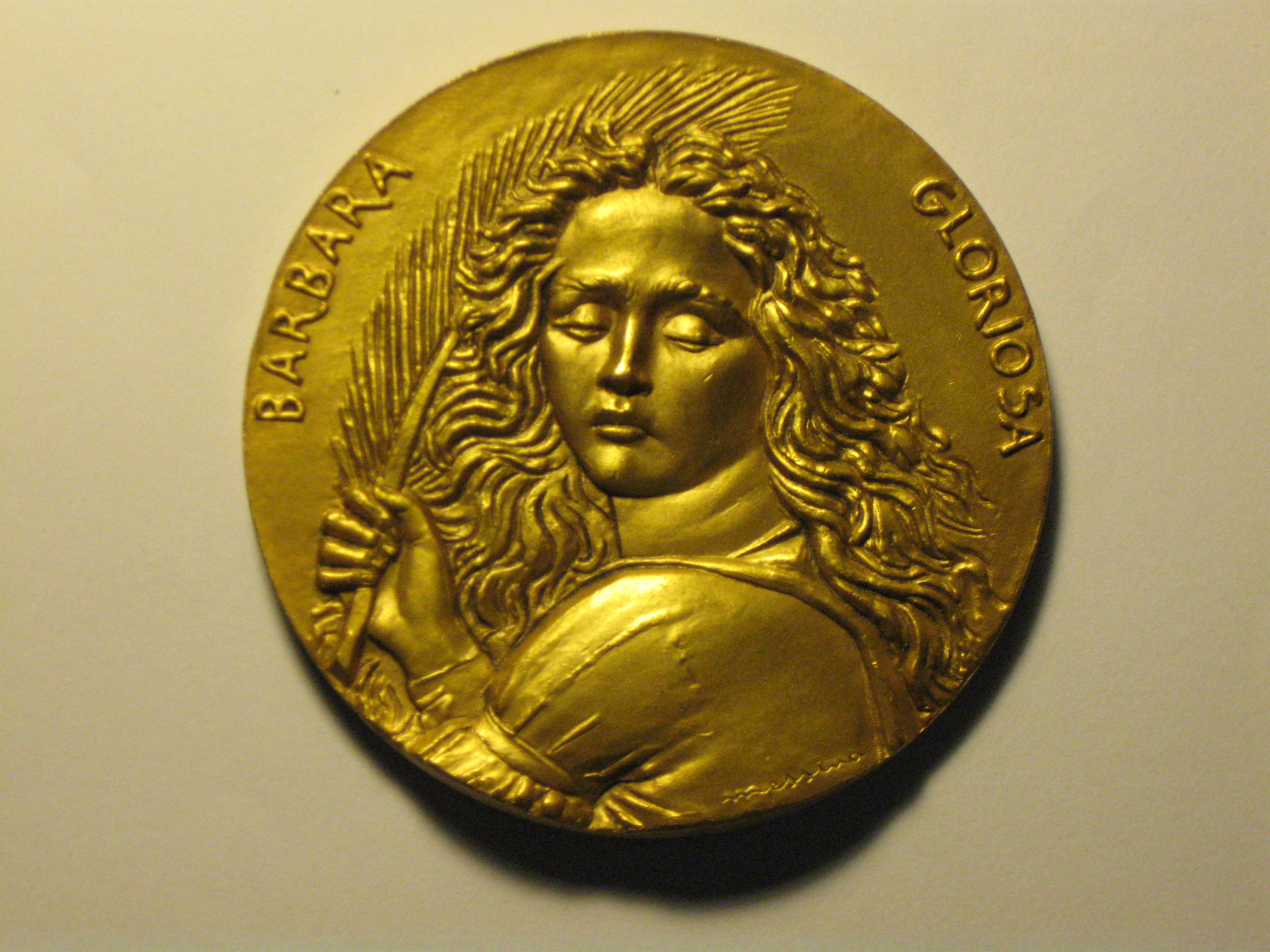
medaglia commemorativa del traforo del Gran Sasso, 1980

Una scelta delle sue opere (circa 100) è conservata nel Museo ricavato nella Chiesa sconsacrata di San Sisto a Milano.

## Opere poetiche
- Il garofano, introduzione di Alfonso Gatto, All'Insegna del Pesce d'Oro, Milano, 1942, 250 esemplari.
- Notte e giorno, con inediti e ristampa de Il garofano, Garotto, Scheiwiller, Milano, 1944, 350 esemplari.
- Caldo di sole, con inediti e presentazione di Giovanni Papini, Edizioni Fiumara, Milano, 1951, 600 esemplari.
- Ilaria e altre poesie (1942 - 1962), con inediti; prefazione di Giovanni Papini, Scheiwiller, Milano, 1962, 800 copie di cui 700 numerate da 1 a 700, più 100 di lusso numerate da I a C, con una litografia originale firmata dall'artista.
- I tigli nel parco, con prefazione di Salvatore Quasimodo, Arnoldo Mondadori Editore, 1965.
- Poesie, con inediti, Arnoldo Mondadori Editore, Vicenza, 1973.

## Premi e riconoscimenti
- Premio scultura nel 1942 alla Biennale Internazionale d'Arte di Venezia
- Cittadino onorario della città di Milano dal 1975. Nel 1979 la Pinacoteca di Stato di Monaco di Baviera organizza una grande esposizione di scultura e grafica.
- Accademico honoris causa dell'Accademia delle Belle Arti dell'Unione Sovietica dal 1988 e accademico onorario dal 1990